# گوک‌لر (بایبورد)
گوک‌لر (به لاتین و کردی: Gökler}} یک منطقهٔ مسکونی در ترکیه است که در بایبورد واقع شده‌است. گوک‌لر ۴۶ نفر جمعیت دارد.